# Асад, Талал
Талал Асад (Talal Asad; род. 1932, Медина) — британо-американский социокультурный антрополог мусульманского происхождения. Доктор философии, заслуженный профессор-эмерит CUNY Graduate Center, где трудится с 1998 (эмерит с 2016). Специалист по антропологии религии, с особым интересом к Ближнему Востоку и исламу. Изучал Судан, арабов и кочевничество.
Удостоен многих отличий. Член Американской академии искусств и наук (2024).
Сын Мухаммада Асада.
Учился в школе Св. Энтони в Лахоре, которая управлялась Орденом ирландских братьев. Затем отец отправил его в Англию изучать архитектуру, чем он и занимался с пару лет, пока не переключился на антропологию.
Окончил Оксфорд (B.Litt.) и там же получил докторскую степень D.Phil. Также получил степень магистра M.A. в Эдинбургском университете. Преподавал в Оксфорде и Судане. Затем перебрался в США преподавать в Новой школе (с 1989 по 1995), после чего — в штате Университета Джонса Хопкинса. Весной 1979 года работал приглашенным профессором в Калифорнийском университете в Беркли.
Дидье Фассен отмечал значение его работы в отношении проблематики секуляризма.
Книги
- On Suicide Bombing (The Wellek Library Lectures) (2007)
- Formations of the Secular: Christianity, Islam, Modernity (Cultural Memory in the Present) (2003)
- Genealogies of Religion: Discipline and Reasons of Power in Christianity and Islam (1993)